# Rosenrot (Album)
Rosenrot ist das fünfte Studioalbum der deutschen Band Rammstein. Es erschien zunächst am 27. Oktober 2005 im Zuge einer „Get It First – Clubkampagne“ sowie einen Tag später weltweit.

## Chartplatzierungen
Das Album stieg in der 46. Kalenderwoche des Jahres 2005 auf Platz eins in die deutschen Albencharts ein und konnte sich insgesamt 41 Wochen in den Top 100 halten. In der Schweiz erhielt das Album eine Platin-Schallplatte. Gold-Status erreichte die Band in Dänemark und Finnland.
Ebenfalls Platz eins erreichte die Band in Österreich, Estland und Finnland. In Dänemark, Schweden, der Schweiz und Mexiko reichte es für Platz zwei, in Belgien und Tschechien für Platz drei, in den Niederlanden und Norwegen für Platz vier und in Frankreich für Platz fünf. Weitere Top-10-Platzierungen wurden in Portugal, Polen, Griechenland, Island und Spanien erreicht.
Rosenrot erreichte in den „Top 50-Album“-Charts des Jahres 2005 Platz 23.

## Cover
Das Cover-Artwork wurde leicht verändert von der japanischen Version des Albums „Reise, Reise“ übernommen, das dort verwendet wurde, weil die japanischen Vertreiber der Meinung waren, dass ein Flugrekorder auf dem Cover nicht funktionieren würde. Rammstein fand das Cover zu schön, um es nur im japanischen Raum zu benutzen. Selbst meinten sie, dass es auch eine gute Verbindung zu Reise, Reise ist.
Das Schiff auf dem Cover ist der US-amerikanische Eisbrecher USS Atka (AGB-3) beziehungsweise USCGC Southwind (WAGB-280). Das für das Cover als Grundlage genutzte Foto wurde am 13. März 1960 bei der McMurdo-Station in der Antarktis aufgenommen.

## Titelliste
| #  | Titel                                                              | Länge |
| -- | ------------------------------------------------------------------ | ----- |
| 1  | Benzin                                                             | 3:46  |
| 2  | Mann gegen Mann                                                    | 3:51  |
| 3  | Rosenrot                                                           | 3:55  |
| 4  | Spring                                                             | 5:25  |
| 5  | Wo bist du?                                                        | 3:56  |
| 6  | Stirb nicht vor mir (Don’t Die Before I Do) (mit Sharleen Spiteri) | 4:06  |
| 7  | Zerstören                                                          | 5:29  |
| 8  | Hilf mir                                                           | 4:44  |
| 9  | Te quiero puta!                                                    | 3:56  |
| 10 | Feuer und Wasser                                                   | 5:13  |
| 11 | Ein Lied                                                           | 3:44  |

## Informationen zu den Liedern

### Benzin
Das Lied wurde bereits am 23. Juni 2005, lange vor Veröffentlichung des Albums, in der Berliner Wuhlheide gespielt. In einem Interview mit der französischen Zeitung RockMag sagte Lindemann: „Eigentlich habe ich eines Tages einen Film gesehn, der hieß Love Liza. Es ist die Geschichte eines Kerls, der seine Frau und seinen Job verliert und langsam nach Benzin süchtig wird. Er geht in Tankstellen und riecht an der Gaspumpe. Es ist eine Art von Tragikomödie. Es wurden viele Filme über Süchtige gedreht, aber nie über Benzinanriecher. Ich denke, das war der Startpunkt dieses Songs.“ Weil Christian Lorenz krank wurde, wurde er im Musikvideo (Regie: Uwe Flade) gedoubelt.
Im Refrain lassen sich Anleihen an Rinderwahnsinns gleichnamiges Stück finden.

### Mann gegen Mann
Der Arbeitstitel zu diesem Lied hieß „Schwuhla“. Es existierte bereits zu Zeiten des Albums Mutter. Das Video zu Mann gegen Mann, das Anfang Februar 2006 veröffentlicht wurde, lief anfangs ganz normal im Fernsehen. Nach über einem Monat wurde es jedoch von der FSK erst ab 16 freigegeben und kann seitdem im deutschen Fernsehen nur noch zwischen 22 und 6 Uhr gezeigt werden.

### Rosenrot
„Rosenrot“ behandelt im Video unter anderem die Selbstgeißelung von Mönchen. Das Lied selbst ist eine Adaption von Goethes „Heidenröslein“ und dem Märchen „Schneeweißchen und Rosenrot“.
Die Riffs von „Rosenrot“ ähneln stark den Riffs von „Stein um Stein“. Das liegt daran, dass beide Lieder während der Aufnahmesession zu „Reise, Reise“ produziert wurden. „Stein um Stein“ hieß damals „Rosenrot 60“ (ein Verweis auf das Tempo des Liedes, welches 60 bpm beträgt; das heutige „Rosenrot“ hat ein Tempo von 57 bpm) und das heutige „Rosenrot“ hatte den Arbeitstitel „Rosenrot NY“. Zudem wird in beiden Liedern ein identisches vocal sample verwendet.

### Spring
In diesem Lied geht es darum, dass das lyrische Ich zusammen mit anderen Menschen einen Mann beobachtet, der beabsichtigte, einen Aussichtspunkt zu besuchen. Die Gruppe Menschen hält ihn für einen Selbstmörder und drängt ihn zu springen. Nachdem der Mann vergeblich versucht, gegen den Willen der Masse die Brücke zu verlassen, schleicht das lyrische ich an den Mann an und stößt ihn hinunter.
Zitat:
Der Mann will von der Brücke steigen

die Menschen fangen an zu hassen

Bilden einen dichten Reigen

Und wollen ihn nicht nach unten lassen

So steigt er noch mal nach oben

Und der Mob fängt an zu toben

Sie wollen seine Innereien

Und schreien…

### Wo bist du?
„Wo bist du?“ ist eine eher harte Ballade im Gegensatz zu „Stirb Nicht Vor Mir (Don’t Die Before I Do)“. Das Lied beginnt mit einer Klarinette, anschließend kommen Schlagzeug, E-Gitarre und E-Bass dazu. Ähnlich wie in „Du Hast“ vom Album „Sehnsucht“ wird am Anfang des Liedes ein Satz zusammengebaut, wodurch wieder mehrere Interpretationen möglich sind.

### Stirb nicht vor mir (Don’t Die Before I Do)
Die Idee zu diesem experimentellen Duett kam vom Produzenten Jacob Hellner. Es war auch seine Idee, das Duett mit Sharleen Spiteri aufzunehmen. In diesem Lied fehlen die harten Gitarrenriffs und der tiefe, gepresste Gesang von Till Lindemann.

### Zerstören
Das Lied hieß früher „Ankara“ und hat einen Bezug zum Irak-Krieg. Am Anfang des Liedes singt Devrim Kaya einen Ausschnitt des türkischen Liedes Huma Kusu, ein Novum für Rammstein.
Christian „Flake“ Lorenz sagte einer Tageszeitung folgendes über das Lied „Zerstören“: „Das ist unser Countrysong über George W. Bush und völlig ernst gemeint. Der führt sich in der Welt auf wie ein Kind, das alles kaputt machen will. Dabei vergreift er sich aber nur an fremden Sachen!“

### Hilf mir
Vorbild für den Text dieses Liedes war der Struwwelpeter („Die gar traurige Geschichte mit dem Feuerzeug“), von dem Textzeilen zum Teil direkt übernommen wurden.

### Te quiero puta!
„Te quiero puta!“ ist Rammsteins erstes spanisches Lied. Der Titel heißt übersetzt: „Ich liebe dich, Hure.“ (wörtlich: „Ich will dich, Hure.“). Der Arbeitstitel dazu lautete „Ich bin“. Dieses Lied soll ein Geschenk an die mexikanischen Rammstein-Fans sein, weil der Vorgänger von Rosenrot, Reise, Reise, in Mexiko auf Platz eins in den Charts stieg. Auf diese Weise wollen sich Rammstein bei ihren mexikanischen Fans bedanken.
Am Beginn des Liedes hört man leises Klappern von Pferdehufen und das Wort „¡Amigos!“. Im Lied spielen typisch mexikanische Trompeten.

### Feuer und Wasser
„Feuer und Wasser“ soll durch das Gedicht Der Taucher von Friedrich Schiller inspiriert worden sein.
Der Titel selbst steigert sich vom sanften, beinahe fragilen Beginn, welcher etwa das erste Drittel des Songs ausmacht, zu zwei weiteren, voluminösen, Dritteln inklusive E-Gitarre, E-Bass und Schlagzeug. Die erste Strophe sowie der erste Refrain des Songs werden nur von einer akustischen Gitarre und einem Computer-erzeugten Beat begleitet.

### Ein Lied
Ein Lied soll ein Geschenk an alle Rammstein-Fans sein. Es gehört neben Roter Sand von Liebe ist für alle da und Diamant vom unbetitelten Album zu den wenigen Stücken, die nicht von einem Schlagzeug begleitet werden. Des Weiteren wurden im gesamten Lied weder E-Gitarren noch E-Bass verwendet und es ist somit ein rein akustisches Stück. Till Lindemanns Gesang wird lediglich von einer Akustik-Gitarre und dezenten Keyboard-Einsätzen begleitet.

## Singles und Videos
Benzin
- Singleveröffentlichung: 7. Oktober 2005
- Videopremiere: 16. September 2005

Rosenrot
- Singleveröffentlichung: 16. Dezember 2005
- Videopremiere: 30. November 2005

Mann gegen Mann
- Singleveröffentlichung: 3. März 2006
- Videopremiere: 1. Februar 2006

## Ausgaben
Das Album erschien in einer Standard-Edition und einer limitierten Ausgabe. Die normale Version wurde jedoch nicht nur in einem üblichen Jewelcase veröffentlicht, sondern auch in einer ausklappbaren Pappverpackung mit vier Teilen (Vierer-Polyptychon), wie es bei Rammstein vorher nur bei limitierten Single-Versionen üblich war.
Die limitierte Version enthält zusätzlich zur normalen CD eine DVD mit drei Liveaufnahmen der Band:
- Reise, Reise (Arenes de Nîmes, Nîmes/Frankreich, Juli 2005)
- Mein Teil (Club Citta, Kawasaki (Kanagawa)/Japan, Juni 2005)
- Sonne (Brixton Academy, London/Großbritannien, Februar 2005)

Die DVD der limitierten Version bekam das FSK-Siegel „Ab 16“.

## Auszeichnungen für Musikverkäufe
| Land/Region                  | Auszeichnungen für Musikverkäufe (Land/Region, Auszeichnung, Verkäufe) | Verkäufe  |
| ---------------------------- | ---------------------------------------------------------------------- | --------- |
| Dänemark (IFPI)              | Gold                                                                   | (20.000)  |
| Deutschland (BVMI)           | 3× Platin                                                              | (600.000) |
| Europa (IFPI)                | Platin                                                                 | 1.000.000 |
| Finnland (IFPI)              | Gold                                                                   | (20.892)  |
| Österreich (IFPI)            | Gold                                                                   | (15.000)  |
| Polen (ZPAV)                 | Gold                                                                   | (10.000)  |
| Russland (NFPF)              | 2× Platin                                                              | (40.000)  |
| Schweiz (IFPI)               | Platin                                                                 | (40.000)  |
| Tschechien (IFPI)            | Platin                                                                 | (6.000)   |
| Vereinigtes Königreich (BPI) | Silber                                                                 | (60.000)  |
| Insgesamt                    | 1× Silber · 5× Gold · 8× Platin ·                                      | 1.000.000 |

Hauptartikel: Rammstein/Auszeichnungen für Musikverkäufe